# قطب جغرافیایی
قطب جغرافیایی (انگلیسی: Geographical pole) یکی از دو نقطه انتهایی بر روی یک سیاره، ماه یا محل تلاقی سطح و محور چرخش هر جسم نسبتاً بزرگ در حال چرخش است. در زمین، قطب شمال در اقبانوس منجمد شمالی و قطب جنوب جنوبی ترین نقطه زمین، قطب‌های جغرافیایی هستند که هر کدام فاصله ۹۰ درجه‌ای با استوا دارند. هر سیاره دارای قطب‌های جغرافیایی است.